# 一邊一國連線
一邊一國連線是台灣的一個政治組織，在2010年中華民國直轄市長暨市議員選舉前由陳致中主導組成，高舉一邊一國、反對ECFA為政見。其成員涵蓋民主進步黨（民進黨）籍候選人及偏泛綠的無黨籍候選人，其組織由民進黨中央執行委員（中執委）陳其邁主導，立法委員陳唐山為總召集人，「台灣、中國，一邊一國」為其共同追求的目標。

## 成立
2010年，陳水扁因國務機要費案、龍潭購地案、陳水扁家庭密帳案等貪瀆案件身陷囹圄，其子陳致中投入高雄市議員選舉，並號召挺扁候選人組聯合競選團隊，希望能結合挺扁的政治力量。2010年3月17日，《蓬萊島雜誌.net週報》發行第28期，正式宣布成立「蓬萊島聯合輔選平台」，是一邊一國連線的前身，成員為《蓬萊島雜誌.net週報》社務委員有意參選2010年五都市議員選舉者，最初成員總數為12人：台北市江志銘、許家蓓、蔡易餘、柯景昇、童仲彥，新北市王淑慧、林秀惠、周雅玲，台中市陳福文，台南市王定宇，高雄市鄭新助、陳政聞。
2010年7月14日，民進黨中常會決議，禁止黨籍市議員參選人參加或籌組跨黨選舉連線，違者視同違紀；民進黨主席蔡英文在中常會最後裁示，這屬於黨紀適用範圍，要求權責單位發文給市議員提名人注意此事，避免誤觸黨紀。同日，陳水扁透過前民進黨台北市黨部主任委員黃慶林表示「如果民進黨執意禁止，不排除要籌組第三政黨、與民進黨對抗」，民進黨發言人蔡其昌低調回應「沒有回應」；陳致中則說，尊重民進黨行之有年的內部規範，但一邊一國連線是一個理念的結合、談不上聯合競選。由於此決議，一邊一國連線成員分成民進黨籍與無黨籍分別成立。
2010年9月2日，陳致中競選總部發言人陳嘉爵說，一邊一國連線不會組黨，純粹是理念的結合，全台灣認同這個理念的人有民進黨籍30人及無黨籍4人要參選市議員。2010年9月8日，陳嘉爵爆料，之前他與陳致中去探望陳水扁，三人談到沒有立委加入一邊一國連線，陳水扁立即對他說「那我們來成立反新潮流連線好了，你第一個報名」，他認為陳水扁的語氣應該是開玩笑的口吻，顯示陳水扁對民進黨新潮流系日益壯大深感戒心。
2010年9月27日，民進黨籍一邊一國連線及助選團於陳水扁辦公室正式成立，助選團由陳唐山、李鴻禧擔任榮譽團長，黃越綏擔任總團長，台灣北社社長陳昭姿、台灣南社前社長鄭正煜、台灣客社社長張葉森、公投護台灣聯盟召集人蔡丁貴、前民進黨台北市黨部主任委員黃慶林擔任副總團長。

## 發展
2010年11月27日，五都市議員選舉結果揭曉，一邊一國連線大獲全勝，提名41席當選36席，當選率為87.8%，當選席次遠超過親民黨4席、新黨3席與台灣團結聯盟（台聯）2席。但2010年11月30日，《自由時報》記者曾韋禎說：「一邊一國確實是41席就上了34席，但是這裡面有36人是民進黨提名的耶！……那36個民進黨提名的一邊一國連線成員，如果要他們不參與民進黨初選，直接以無黨籍參選，有幾個能選上？更別說有些人根本就是一邊一國連線去拜託他們掛名，營造出多人響應的假象。」
2010年12月1日，民進黨籍高雄市議員鄭新助召開記者會宣布退黨，擔任一邊一國連線高雄市第九選舉區立委參選人陳致中競選總部總幹事，但仍將留在民進黨高雄市議會黨團；鄭新助另轉述陳水扁談話說，希望一邊一國連線支持蔡英文續任民進黨主席，也希望蔡英文與民進黨正視連線所具備的政治實力。同月4日，一邊一國連線台北市議員當選人江志銘（前陳水扁辦公室秘書）說，陳水扁已指示一邊一國連線朝民進黨內派系化發展，進而在2012年立委選舉推舉候選人；江志銘並認為，由於一邊一國連線與台聯的路線高度重疊，「預計台聯將泡沫化」。同月21日，一邊一國連線開會決定陳唐山擔任榮譽總召集人，黃越綏擔任總召集人，鄭新助擔任市議員連線總召集人，蔡丁貴擔任連線本土社團總召集人，逐步形成較具體的組織。同月24日，即五都市議員正式宣誓就職的前一日，一邊一國連線所屬市議員當選人即已聚集法務部矯正署台北監獄外象徵性宣誓就職。同月27日，《蓬萊島雜誌.net週報》發表社論，明確宣示一邊一國連線成立的兩大宗旨是「台灣中國，一邊一國」與「陳水扁前總統無罪釋放」。
2011年3月2日，陳水扁辦公室主任陳嘉爵表示，一邊一國連線第一波立委推薦名單已達12人，包括新北市板橋區東半區立委參選人羅致政、台南市（中西區、北區、安南區）立委參選人陳亭妃以及不分區立委推薦人選陳唐山等人。2011年3月15日，陳致中奉陳水扁之命到台南市恭賀民進黨立委參選人許添財當選立委，並成功邀得許添財加入一邊一國連線；許添財提醒一邊一國連線要「慎始」、不要流於幫派，同時期盼民進黨正義連線的兄弟姐妹們跟上他的腳步、快點與一邊一國連線合作。2011年5月3日，民進黨籍高雄市議員洪平朗宣示加入一邊一國連線。
2012年2月14日，陳水扁聲言，陳致中參選立委的結果證實：「所謂支持一邊一國理念的『阿扁們』絕非只是一小撮人，至少在前鎮、小港選區仍佔綠營選票的四成五；綠營選票亦非民進黨的禁臠，永不可取代！……蔡英文期許再陪她走最後一哩路；沒有『阿扁們』，沒有一邊一國連線支持者的跟隨擁護，民進黨接下來的路不會更好走。馬英九敢用『楊秋興』，蔡英文卻要趕走『陳水扁』，難怪小英（蔡英文）會輸！」同日，陳致中說，他在基層跑，有許多支持者、還有部分親泛綠的電台主持人在節目中認為蔡英文在2012年總統選舉中敗選的其中一個主要因素是蔡英文與陳水扁切割，而他認為“蔡英文沒有為陳水扁執政8年的政績辯護”；台聯在2012年立委選舉政黨票得票率為8.956%，如果跟台聯一樣深綠的一邊一國連線組黨，一邊一國連線應該也可以得到不錯的政黨票得票率，但這只是支持者的看法，一邊一國連線還沒討論到這個問題。
2012年2月19日，陳昭姿透露，台灣社日前舉行幹部會議，與會者同意「台獨市場至少還有百分之二十」，「已經到了考慮與民進黨分手的時候了」，「兩岸政策向國民黨靠攏的民進黨，將如同山寨版的國民黨」。同日，陳致中說，他呼籲支持者加入一邊一國連線，這是為了「組織化」以方便聯繫，現在談組黨「言之過早」，等支持者累積到某一程度才可能談組黨。
2012年2月21日，陳水扁辦公室聲明：「本辦公室重申：陳前總統對於由一邊一國基層公職、本土社團支持者以及基層鄉親主動發起並自發性串連的加入一邊一國活動，抱持肯定鼓勵的態度。該活動的宗旨係認同『台灣中國，一邊一國』理念，堅定捍衛國家主權，聲援阿扁總統無罪，誓作台灣永遠的志工，願作一邊一國未來組黨的先鋒部隊。陳前總統一貫的想法是，他個人不預設立場，本土陣營一定要堅持原則，力量才不會潰散，一定要尊重民意、順應人民的聲音；只要是有助於保台灣、顧人民、拚公道的『代誌』（事情），他都樂觀其成。」
2012年3月13日，台灣社、台灣北社、台灣客社、台灣南社、台灣東社、台灣教授協會、新台灣國策智庫與台灣之友會聯合舉辦「最後一哩路該怎麼起跑！？——民進黨黨主席應具備的條件」記者會，台灣北社社員之一的康太軍用電腦董事長陳清祥於記者會結束時突然預告，一邊一國連線將要組黨；陳清祥說，現在已經有20萬至30萬人參與一邊一國連線組黨連署，真正會參與組黨的人數約5萬至6萬人。同月15日，鄭新助表示，已在籌備一邊一國連線組黨事宜，將延攬德高望重者出任黨主席，一旦組黨就能凝聚本土勢力、區隔民進黨；不過，一邊一國連線高雄市議員陳政聞表示，不曾聽聞一邊一國連線組黨的事，也不認同一邊一國連線組黨。
2012年6月4日，陳水扁告訴江志銘及鄭新助等人，一邊一國連線要在2014年七合一選舉達成「成員倍增」目標；至於有支持者倡議一邊一國連線現在組黨，陳水扁回應，組黨是重大的政治工程，必須考量「民意能不能高度支持」、「連線成員是否形成共識」、「本土派的力量能否整合一致」及「是否有符合天時地利成熟的時間點」，這些都不是一天兩天的事情。
2013年5月27日，鄭新助接受中評社訪問時說，一邊一國連線曾經支持蔡英文，如今當然也希望蔡英文、蘇貞昌與民進黨正視一邊一國連線所具備的政治實力；如果沒有「阿扁們」，民進黨絕對沒有人能當選台北市市長，更別說當選總統。
2013年7月16日晚間，鄭新助在他主持的快樂廣播網節目抨擊民進黨立委薛凌、民進黨中評會主委陳勝宏（薛凌之夫）、民進黨中常委兼台北市議員何志偉（薛凌之子）與民進黨發言人鄭文燦，他說，他當然不反對薛凌家族的陽信商業銀行去大陸做生意，但薛凌家族應該退出民進黨，不能再利用民進黨資源大玩兩面手法；而鄭文燦以「政治歸政治、經濟歸經濟、一碼歸一碼」為薛凌家族辯護，簡直就是「天下大亂」。鄭新助接受中評社訪問時說，人各有志，但不應該利用民進黨政治資源玩兩面手法；台灣人民被這些滿口仁義道德、私下卻盡做齷齪事的政客賣了，「台灣人民都被這些人操弄在股掌之間」。
2013年7月23日，台灣社副社長張葉森接受中評社訪問時說，該月19日他與陳唐山去法務部矯正署臺中監獄附設培德醫院探視陳水扁，依當時陳水扁的說法，如果民進黨把陳水扁再入黨案拖到2013年8月15日（陳水扁宣布退黨滿5年）以後再審議，這是對陳水扁的侮辱，陳水扁要因此另行組黨；張葉森也說，陳水扁引用德川家康的話“杜鵑何時啼，待之可也”勸扁友們再忍耐一下、暫時不要組黨。但同日上午，陳致中說，他沒聽陳水扁說過要組黨。
2013年7月25日，《美麗島電子報》副董事長吳子嘉說：「不過是今年4月，整個綠營在陳水扁移監台中培德醫院時，『保外就醫』、『在家看護』喊得震天響，彷彿是『今天不放扁，明天拆政府』。所謂的『救扁』，現在已經被證明，不過是應付一邊一國（連線）的口號；因為民進黨真有心救扁，又怎會無限期擱置扁的再入黨申請案！……無論一邊一國（連線）是否逐漸式微，他們部分人終究是把持了綠營內部特別理念系統，且他們把已被扭曲變質的台獨思維操控整個黨，力量雖小，而也根本成就不了偉大事業；但只要存在一天，就永遠有辦法讓（民進黨）整個黨不得不受迫於他們一些寡數人物情感式的脅迫，以及票源上的之勒索，跟核心思想大迷航。」

2013年7月26日，黃越綏說，陳水扁在2008年8月被民進黨政客逼迫公開道歉並宣布退出民進黨，民進黨不支持陳致中參選立委，陳水扁尋求返回民進黨是「自取其辱」；她說，如果陳水扁真要給自己覆蓋民進黨黨旗，「我組黨，給他蓋一面台獨黨黨旗！」
2013年8月14日，民進黨入黨複審小組以多數決通過陳水扁再入黨申請案。2013年8月15日，鄭新助接受中評社訪問時說，一邊一國連線將全力以陳水扁的意思為主，或許未來在民進黨黨內初選中可以召集更多同志加入，一切將尊重陳水扁與陳致中的意思；鄭新助也說，陳水扁極力反對一邊一國連線組黨，陳致中目前也沒有組黨的意思。

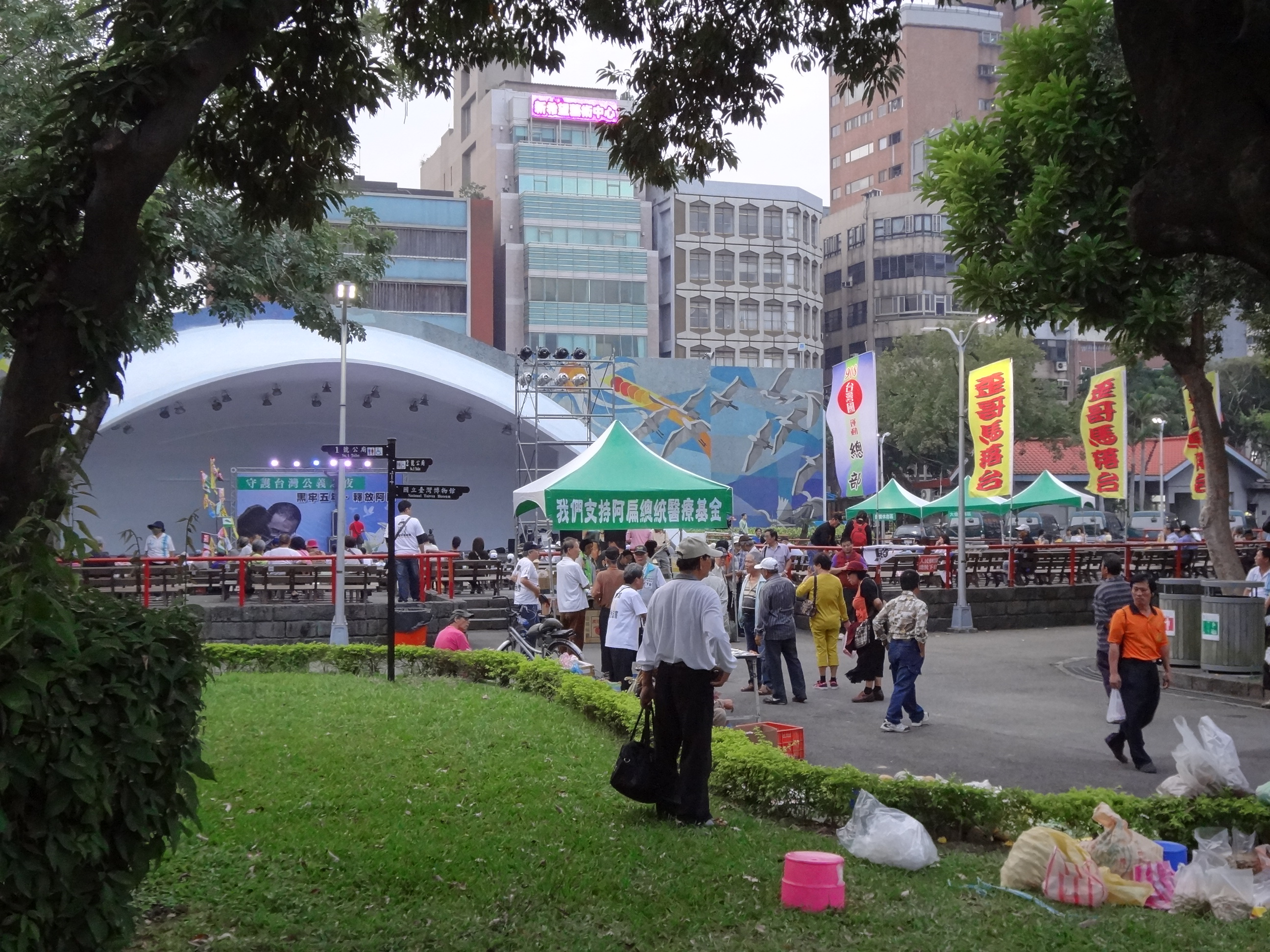
「守護台灣公義之夜：黑牢五年·釋放阿扁」晚會

2013年11月10日，一邊一國連線、凱達格蘭基金會與陳水扁辦公室於台北市二二八和平紀念公園音樂台共同主辦「守護台灣公義之夜：黑牢五年·釋放阿扁」晚會，908台灣國運動加入。
2014年2月26日，一邊一國連線會議確認通過民進黨籍台南市議會副議長郭信良成為一邊一國連線成員。
2014年5月28日下午，陳水扁民間醫療小組成員陳昭姿、郭正典率領20多位民眾到民進黨中央黨部，要求回任民進黨主席的蔡英文拿出具體救援陳水扁的行動；陳昭姿透露，他們正在籌組一邊一國行動聯盟，該聯盟第一個任務是輔選一邊一國連線成員，目前包括陳亭妃、高志鵬、陳歐珀、鄭新助、江志銘、陳水扁民間醫療小組成員都是該聯盟發起人。
2014年7月1日，陳致中、陳昭姿、高志鵬、洪智坤等人召開一邊一國行動聯盟第一次會員大會。2015年，一邊一國行動聯盟成立，是一邊一國行動黨前身。
2014年8月18日，一邊一國連線舉行記者會，宣布2014年七合一選舉第一波推薦縣市議員參選人65人，同時宣布一邊一國行動聯盟成立；縣市議員參選人以「台灣中國、一邊一國」與「扁案是政治迫害，應予平反」為共同政見，其中除了同屬無黨籍的郭秀珠、施重男、鄭新助與林一方以外都是民進黨籍參選人，曾以髒話辱罵警察而被民進黨中評會決議開除黨籍的桃園縣議員羅文欽也在列。一邊一國行動聯盟理事長陳昭姿說，她不清楚羅文欽被民進黨開除黨籍的細節，但是只要認同一邊一國連線的理念，不論民進黨籍或無黨籍，都歡迎加入一邊一國連線；陳唐山說，一邊一國連線的聲勢起來以後，如果沒有一邊一國連線的支持，各縣市長候選人「怎麼可能當選」。陳昭姿還說，一邊一國連線縣市議員參選人共同造勢活動，在北部地區由她負責，在中部地區由908台灣國運動負責，在南部地區由陳唐山與陳致中負責，在台北市舉辦時會邀請台北市市長在野參選人柯文哲參加。
2014年12月25日，台南市議會議長選舉，民進黨籍議長賴美惠連任失敗、敗給國民黨籍議員李全教；同日晚間，民進黨台南市議會黨團與民進黨台南市黨部召開檢討會議，經驗票加上錄影帶交叉比對，認定5位議員陳朝來、蔡秋蘭、曾王雅雲、梁順發與莊玉珠跑票，其中5位皆是一邊一國連線成員。2014年12月26日，一邊一國連線辦公室發布新聞稿，承認一邊一國連線台南市議員涉及跑票或不亮票，向支持者道歉。
2014年12月30日，民進黨籍一邊一國連線台南市議員邱莉莉宣布退出一邊一國連線，批評一邊一國連線在少數政客把持下淪為特定人士在台南市（民進黨大本營）擴張自己的個人地方政治惡勢力的工具箱裡的『傢伙』（工具）；她同時批評，這數年來，一邊一國連線除了若干關心陳水扁司法人權的活動其實真正做的人很少，而且還有別派系的成員做的更加以務實，有關台灣獨立建國活動的實踐了了可數。2014年12月31日，民進黨中評會宣布，陳朝來、蔡秋蘭、曾王雅雲、梁順發與莊玉珠開除黨籍。
2015年3月9日，不滿民進黨發言人徐佳青在美國指控陳水扁收受建商新台幣數十億元捐款，一邊一國連線在facebook發文批評蔡英文與新潮流系：「國民黨要倒，小英黨要先倒；小英黨要倒，新潮流要先清掃」，民進黨發言人徐佳青因而請辭發言人職務。
2017年2月13日，一邊一國連線台北市議員童仲彥因被揭發長期對其妻李秀環家暴，被民進黨開除黨籍。
2023年11月，前台灣北社社長陳昭姿加入台灣民眾黨且列入不分區立法委員名單，2024年1月14日陳昭姿當選立法委員，2024年2月1日就職。